# Jeanne d'Aza
Jeanne d'Aza est le nom traditionnellement donné à la mère de saint Dominique de Guzmán. Selon la tradition de l'Église, elle serait née vers 1135 à Haza et morte le 4 août 1205 à Caleruega. Elle est considérée comme bienheureuse.

## Vie
Dans la première biographie de saint Dominique, écrite par Jourdain de Saxe, les parents de Dominique ne sont pas nommés, toutefois l'auteur raconte que sa mère, alors enceinte, rêva qu'un chien sautait sur son ventre et allait mettre une torche dans sa bouche pour enflammer le monde. Jordan ajoute que Dominique fut élevé par ses deux parents, aidés de son oncle maternel archiprêtre. 
Plus tardivement, au XIIIe siècle, une nouvelle biographie révèle que ses parents se nommaient Jeanne et Félix. Le père de Dominique aurait été « un homme honoré et riche dans son village » tandis que sa mère descendrait des seigneurs d'Aza.
On ne sait rien de l'enfance de Jeanne, mais elle fut probablement mariée très jeune à Félix de Guzman, gouverneur de Caleruega. Elle eut trois fils : Antoine, Mannès et Dominique. Selon la tradition, elle fut une « femme de grande foi », qui « montra beaucoup de miséricorde aux miséreux et aux affligés » de sa ville en Vieille Castille.

## Postérité
À la demande du roi Ferdinand VII, le culte de la bienheureuse Jeanne est confirmé, et elle est béatifiée le 1er octobre 1828 par le pape Léon XII. Ses reliques ont été déposées au couvent de San Pedro de Gumiel de Izán, avant d'être transférées à celui de San Pablo (à Peñafiel), où elles sont conservées dans une urne en bois, auprès des restes de l'infant Don Juan Manuel, fondateur du couvent de San Pablo à Peñafiel.